# 埃斯佩鲁
埃斯佩鲁（法語：Espeyroux）是法国洛特省的一个市镇，属于菲雅克区（Figeac）拉卡佩尔马里瓦县（Lacapelle-Marival）。该市镇总面积7.64平方公里，2009年时的人口为98人。

## 人口
埃斯佩鲁人口变化图示